# 兰乔瓦尔库维亚
兰乔瓦尔库维亚（義大利語：Rancio Valcuvia），是意大利瓦雷泽省的一个市镇。总面积4平方公里，人口952人，人口密度238.0人/平方公里（2009年）。国家统计（ISTAT）代码为012115。